# Lorima
Lorima (en llatí Loryma, en grec antic Λόρυμα) era una plaça fortificada de Cària, amb un port, propera al cap de Cinossema, a l'oest del Quersonès rodi, a unes 20 milles romanes (30 km) de l'illa de Rodes, segons diuen Esteve de Bizanci, Plini el Vell i Claudi Ptolemeu. Pertanyia als rodis.
Estrabó diu que Lorima era tota la regió rocosa de la costa, sense mencionar cap ciutat o cap fortificació amb aquest nom. Pomponi Mela menciona una ciutat, Larumna, i la Taula de Peutinger parla de Loryma, que podrien ser aquesta ciutat, encara que també podrien ser un lloc que Plini el Vell anomena Larymna, al mateix districte.
William Martin Leake descriu les seves ruïnes a l'oest de Port Aplothiki, i diu que la ciutat anava d'est a oest i era llarga i estreta. Es conservaven al seu temps sis o set torres quadrades i dues de rodones a cada extrem. Les parets de la muralla eren de pedra calcària, i al nord, damunt del port, no tenia cap porta. A la banda sud hi havia tres portes molt estretes. A l'interior no hi havia restes d'edificis, només roca nua, i dedueix que el lloc no era una ciutat sinó una fortificació.
No s'han trobat inscripcions ni a dins ni a fora de les muralles, però queden restes de les fortificacions i tombes amb esteles sense identificació.